# Храм Святого Праведного Петра Багатостраждального (Холодний Яр)

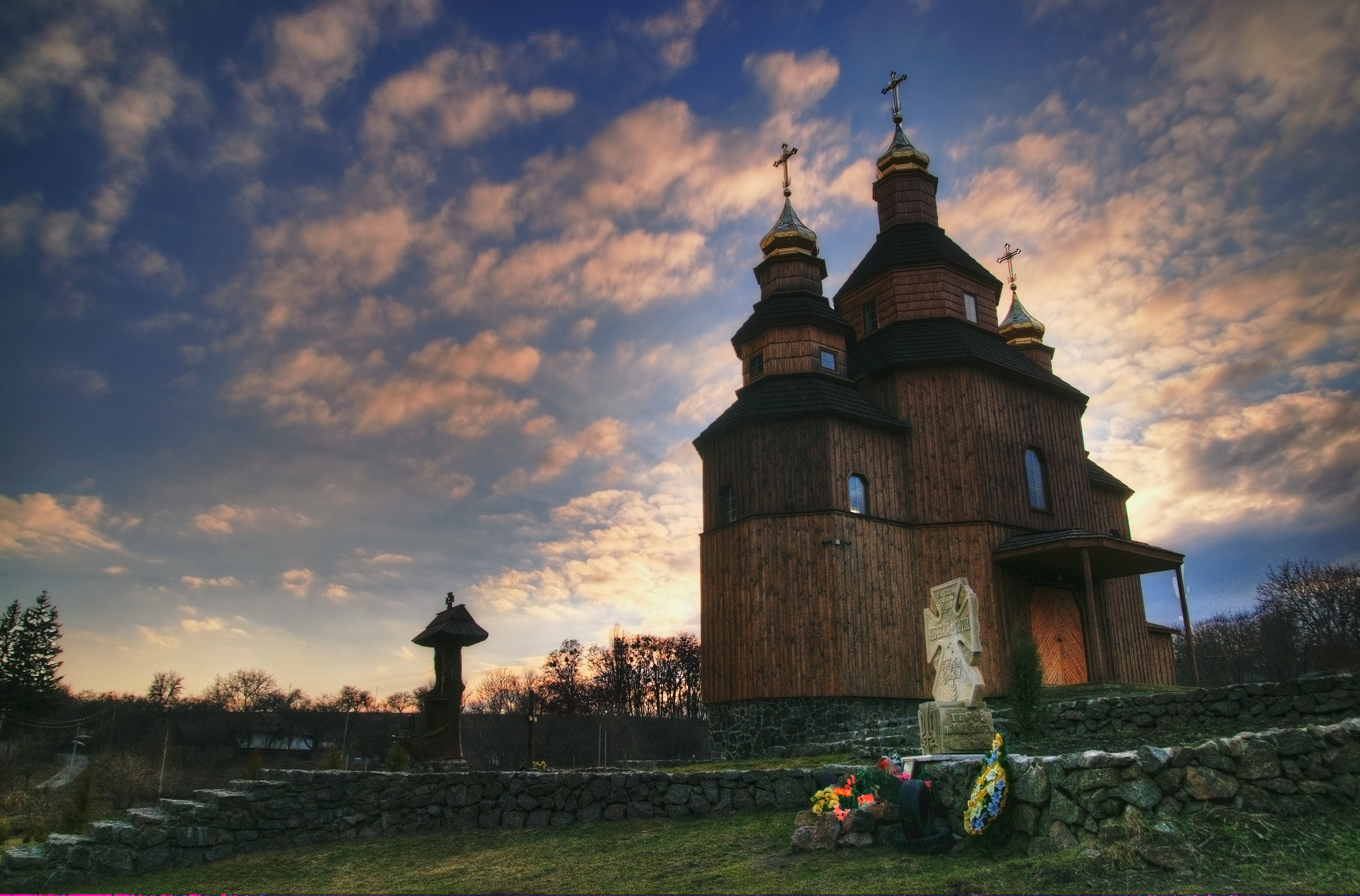
Храм Святого Праведного Петра Багатостраждального (Калнишевського)

Храм Святого Праведного Петра Багатостраждального (Калнишевського) –  православний храм у Холодному Яру, на хуторі Буда на території Музейно — Етнографічного Комплексу (МЕК) «Дикий Хутір» Черкаського району Черкаської області, Перший в Україні храм на честь канонізованого Церквою останнього кошового отамана Запорозької Січі Петра Калнишевського. Храм збудований власним коштом отамана Холодного Яру Олега Островського і його Родини.

## Історія створення
2008 року, у 1020-у річницю Хрещення Київської Русі-України Помісний Собор Української Православної Церкви Київського Патріархату благословив приєднати праведного Петра Багатостраждального (Калнишевського) до лику святих.
В 2009 р. отаман Олег Островський ЧГО "Вільне Козацтво Холодного Яру"виступив з ініціативою побудови першого в Україні Козацького Храму на честь останнього кошового отамана Запорізької січі Петра Калнишевського у самому серці Холодного Яру біля Дуба Максима Залізняка.
14 червня 2009 року. Митрополит Черкаський і Чигиринський Іоан освятив хрест та місце під побудову храму. Архиєрею співслужило духовенство Чигиринського благочиння УПЦ КП.
Ідея будівництва, архітектурні роботи, фінансування та контроль робіт взяв особисто на себе Олег Островський.
Урочиста закладка будівництва відбулося 14 жовтня 2011року, із закладенням капсули з посланням у фундамент майбутнього храму.
23 червня 2012 року Святіший Патріарх Київський і всієї Руси-України Філарет освятив хрести, що встановлювалися на куполи. Перші богослужіння почалися в 2012 році і першим настоятелем храму став капелан от. Василь Циріль.
25 липня 2015 року Владика Філарет у співслужінні Митрополита Черкаського і Чигиринського Іоана, Архиєпископа Сімферопольського і Кримського Климента, Єпископів Кропивницького і Голованівського Марка, Дніпровського і Криворізького Симеона та Запорізького і Мелітопольського Фотія, а також духовенства УПЦ КП з різних куточків України остаточно освятив храм на честь Святого Праведного Петра Багатостраждального Калнишевського УПЦ КП на хуторі Буда.
На сьогодні це діючий храм, який можна відвідати і побувати на богослужіннях, відчути справжній дух козацтва та прийняти за бажанням таїнства Сповіді, Причастя, Хрещення, Вінчання.

## Оздоблення
Окрасою храму є Перший  дерев'яний Козацький іконостас ручної роботи та ексклюзивні деталі. В ньому вирізані в повний зріст козаки, які тримають в руках знамена з Тризубом і надписами «З нами Бог і Україна» та «Спаси і Сохрани». Два роки із липи його вирізали майстри із Старого Самбора Львівської області. Розміри іконостасу — ширина 10 м, висота 17 м.
Унікальні, єдині в такому вигляді, хрести на куполах храму виростають із тризубів, це була ідея Олега Островського, а допоміг її намалювати народний художник  України Микола Теліженко.
В амвоні церкви розміщені камені привезені з двух експедицій «Вогонь Волі» на Соловки (2012 р.) і «Вогонь Волі і Віри» (2017 р.) на Святу гору Афон. В одному храмі поєднано дві ідеї — козацтва та Візантії, щоби всі могли відчути ту ревність, силу духу та волі святого Праведного Петра Калнишевського. Ікони на іконостасі у строгому візантійському стилі, дерев'яна різьба в стилі козацького бароко.
Біля Храму знаходиться:
- «Символічна могила Петра Калнишевського» (2013 р.), в яку висипали землю, привезену з Хортиці, Соловків і Пустовійтівці (справжня могила знищена на  Соловках).
-  «Холодноярська Покрова» (2012 р.), скульптурна композиція автор Микола Теліженко і Юрій Олійник;
- «Пам‘ятник Небесній Сотні» (2014 р.), перший в Україні, автор Микола Теліженко і Юрій Олійник;
- «Пам'ятник Козакам, які загинули за Волю України» (2015 р.), автор Микола Теліженко;
- «Каземат Калнишевського» (2017 р.), копія одиночної  камери, в якій перебував отаман в Соловецькому монастирі;
- «Холодноярський Мамай» (2020 р.) скульптурна композиція;
- Розпочато  будівництво Дзвінниці.

## Символіка місця розташування
Місце для храму в Холодному Яру — знакове для історії українського козацтва. В часи Запорозької Січі Холодний Яр і Чорний ліс були своєрідним пересильним пунктом «прикордонної зони» на межі земель Запорозького Війська. Чумацьким шляхом ходили валки з крамом, зброєю, сіллю та іншими продуктами, забезпечуючи Січ всім необхідним. Хто тікав від поневолювачів і прагнув стати козаками, міг вважати себе вільним, як тільки діставався Холодного Яру — звідси була пряма й безпечна дорога на Хортицю.
Через ці ж «Ворота Волі» загони гетьмана нереєстрових козаків Павлюка 1637 року розпочали визвольний похід проти польської шляхти. На виступ їх благословляли у Буді служителі Мотриного монастиря. А військовим писарем повстанців був Богдан Хмельницький, майбутній сотник Чигиринський, а потім — український гетьман. Дослідники не виключають можливості того, що саме в Холодному Яру і восени 1647 року відбулася таємна нарада Хмельницького та його спільників перед тим, як вони вирушили на Запорозьку Січ по допомогу, починаючи найпотужнішу Визвольну війну.
У часи розквіту Гетьманщини Холодний Яр не втратив свого значення, він залишався ланкою, що єднала землі Запорозької Січі з великою Україною. У Медведівці й Жаботині постали козацькі сотні Чигиринського полку. Сам Холодний Яр перетворився на зону потужного промислового виробництва. Дьоготь, деревне вугілля, порох, ковані шаблі і відлиті з металу гармати вирушали звідси як на гетьманську столицю Чигирин, так і на Запорозьку Січ. Залишки поташень та металовиробництва й донині можна знайти у холодноярських лісах.
Після того, як у червні 1709 року війська царя Петра зруйнували Чортомлицьку Січ (за допомогу запорожців гетьману Мазепі), частина січовиків оселилася в Холодному Яру. Восени 1767 року послушниками Мотриного, Лебединського, Онуфріївського, Мошногірського і Виноградського монастирів стало чимало колишніх запорозьких козаків. Наступного, 1768 року вони стали бойовим ядром гайдамацького війська нового антипольського повстання проти національного та релігійного гноблення — знаменитої Коліївщини, епіцентром якого знову став Холодний Яр.
Відтоді й називається на честь одного з ватажків повстання, Максима Залізняка, дуб, біля якого нині постав храм на честь Святого Праведного Петра Багатостраждального (Калнишевського).